# Омарчево (Шуменська область)
Ома́рчево (болг. Омарчево) — село в Шуменській області Болгарії. Входить до складу общини Каолиново.

## Населення
За даними перепису населення 2011 року у селі проживали 29 осіб.
Національний склад населення села:
| Національність   | Кількість осіб | Відсоток |
| ---------------- | -------------- | -------- |
| болгари          | 26             | 89,7 %   |
| цигани           | 0              | 0 %      |
| інша             | 3              | 10,3 %   |
| не визначились   | 0              | 0 %      |
| Всього відповіли | 29             |          |

Розподіл населення за віком у 2011 році:
Динаміка населення: